# Јован Давидовић
Јован Давидовић (Чачак, 1925 – Београд, 1977) био је српски колекционар, библиофил, есперантиста.

## Биографија
Јован Давидовић рођен је 1925. године у селу Бањица код Чачка, у имућној породици пољопривредника. По завршеној основној школи у Јежевици, уписао је Гимназију у Чачку, а затим и студије германистике на Филозофском факултету у Београду. Таленат и интересовање за филолошке науке, испољени у младости, биће потврђивани током читавог његовог живота. Младић, чије су редовно школовање прекинули почетак Другог светског рата и депортација у Немачку, ипак ће постати полиглота чији ће смисао за језике бити остварен кроз активно знање енглеског, руског и немачког језика, као и кроз дугогодишње интересовање за ромски и вештачке језике, нарочито есперанто. Љубав према филологији очита је већ на први поглед и из његове личне библиотеке: у њој, међу књигама које сведоче о високом општем образовању њеног власника, ипак повлашћено место заузима обимна лексикографска литература из читавог света. Поред тихог и посвећенички упорног рада на формирању и богаћењу поменутих збирки, Давидовићева лична судбина трајно је обележена печатом времена у коме је живео – поред значајног акцијашког искуства на обнови земље порушене у Другом светском рату, боравком на Голом отоку поделио је још једно трагично животно искушење са бројним својим савременицима. Иако су у његов радни досије уписана бројна, међусобно несродна занимања која је обављао, Давидовић је свој животни и радни век окончао као службеник Дома здравља на Врачару 1977. године.

## Легат Јована Давидовића
Разноврсну и вредну грађу коју је у току свог живота прикупио овај врсни колекционар, лексикограф и полиглота, његова породица је 1979. године поклонила Градској библиотеци Владислав Петковић Дис и на тај начин је дала на коришћење свим корисницима услуга библиотеке. Лична библиотека Јована Давидовића веома јасно указује на посебна занимања овог библиофила за монографске и серијске публикације из појединих области људског знања (књижевности, религије, историје, филозофије и, нарочито, филологије). Ову библиотеку целину чини 2634 монографске публикације објављене претежно до половине 20. века, укупно 359 годишта часописа, новина, алманаха и календара, као и изузетно вредна колекција некњижне грађе, пре свега разгледница и дописних карата са живописним мотивима из истог периода. Из његових албума, који броје укупно 3354 јединице, може се ишчитати хронологија, етнографија, али и историја приватног живота становника бројних југословенских места у том периоду. 